# Elisha Scott
Elisha Scott (24 août 1894 – 16 mai 1959) était un gardien de but de football nord irlandais qui a notamment joué pour le Liverpool Football Club de 1912 à 1934, ce qui constitue un record de longévité du club pour un joueur.

## Palmarès
Joueur
Liverpool
- Première division anglaise : 2
  - 1921-1922, 1922-1923
- FA Cup

Belfast Celtic
- Championnat d'Irlande du Nord de football
  - Vainqueur 1936

- Coupe d'Irlande du Nord de football
  - Vainqueur 1917-1918
  - Finaliste 1918-1919

- Gold Cup
  - Vainqueur 1935

- County Antrim Shield
  - Vainqueur 1936

Manager
Belfast Celtic
- Championnat d'Irlande du Nord de football de D1
  - Vainqueur 1936, 1937, 1938, 1939, 1940, 1941, 1942, 1944, 1947, 1948 : 10

- Coupe d'Irlande du Nord de football
  - Vainqueur  1937, 1938, 1941, 1943, 1944, 1947 : 6

- Gold Cup
  - Vainqueur 1935, 1939, 1940, 1941, 1944, 1945, 1946, 1947 : 8

- County Antrim Shield
  - Vainqueur 1936, 1937, 1939, 1943, 1945 5

- Belfast City Cup
  - Vainqueur 1940, 1948, 1949 3

## Sources
- (en) The Official Liverpool FC Illustrated History (Carlton Books 2002), p. 37.